# Rio Lava-Tudo
 (juillet 2014).
Si vous disposez d'ouvrages ou d'articles de référence ou si vous connaissez des sites web de qualité traitant du thème abordé ici, merci de compléter l'article en donnant les références utiles à sa vérifiabilité et en les liant à la section « Notes et références ».
 (juillet 2014).
Le rio Lava-Tudo est une rivière brésilienne du sud de l'État de Santa Catarina, et un affluent du rio Pelotas, donc un sous-affluent du fleuve le río Uruguay.

## Géographie
Il naît dans le parc national de São Joaquim, dans la Serra Geral, dans la municipalité d'Urubici. Sa source se trouve à plus de 1 000 mètres d'altitude, non loin de celles du rio Pelotas et du rio Laranjeiras. Il se dirige alors vers l'ouest puis vers le sud-ouest, suivant la frontière séparant la municipalité de São Joaquim de celles d'Urubici, Rio Rufino, Urupema, Painel et Lages. Il se jette dans le rio Pelotas.